# Південна провінція (Руанда)
Південна провінція — одна з п'яти областей Руанди. Була створена на початку січня 2006 як частина урядової програми децентралізації, яка реорганізувала структури місцевого органу влади країни. Адміністративний центр — Ньянза.

## Поділ
Провінцію розділено на 8 районів:
1. Гісагара
2. Гує
3. Камон'ї
4. Муганга
5. Н'ямагабе
6. Н'янза
7. Н'яругуру
8. Руганго

2°37′19″ пд. ш. 29°36′29″ сх. д. / 2.62194° пд. ш. 29.60806° сх. д.
| Руанда | Це незавершена стаття з географії Руанди. Ви можете допомогти проєкту, виправивши або дописавши її. |